# Peuerbach
Peuerbach è un comune austriaco di 2 218 abitanti nel distretto di Grieskirchen, in Alta Austria; ha lo status di città (Stadt).